# Theretra lomblenica
Theretra lomblenica là một loài bướm đêm thuộc họ Sphingidae. Nó được tìm thấy ở đảo Lomblen in Indonesia.